# Меледа

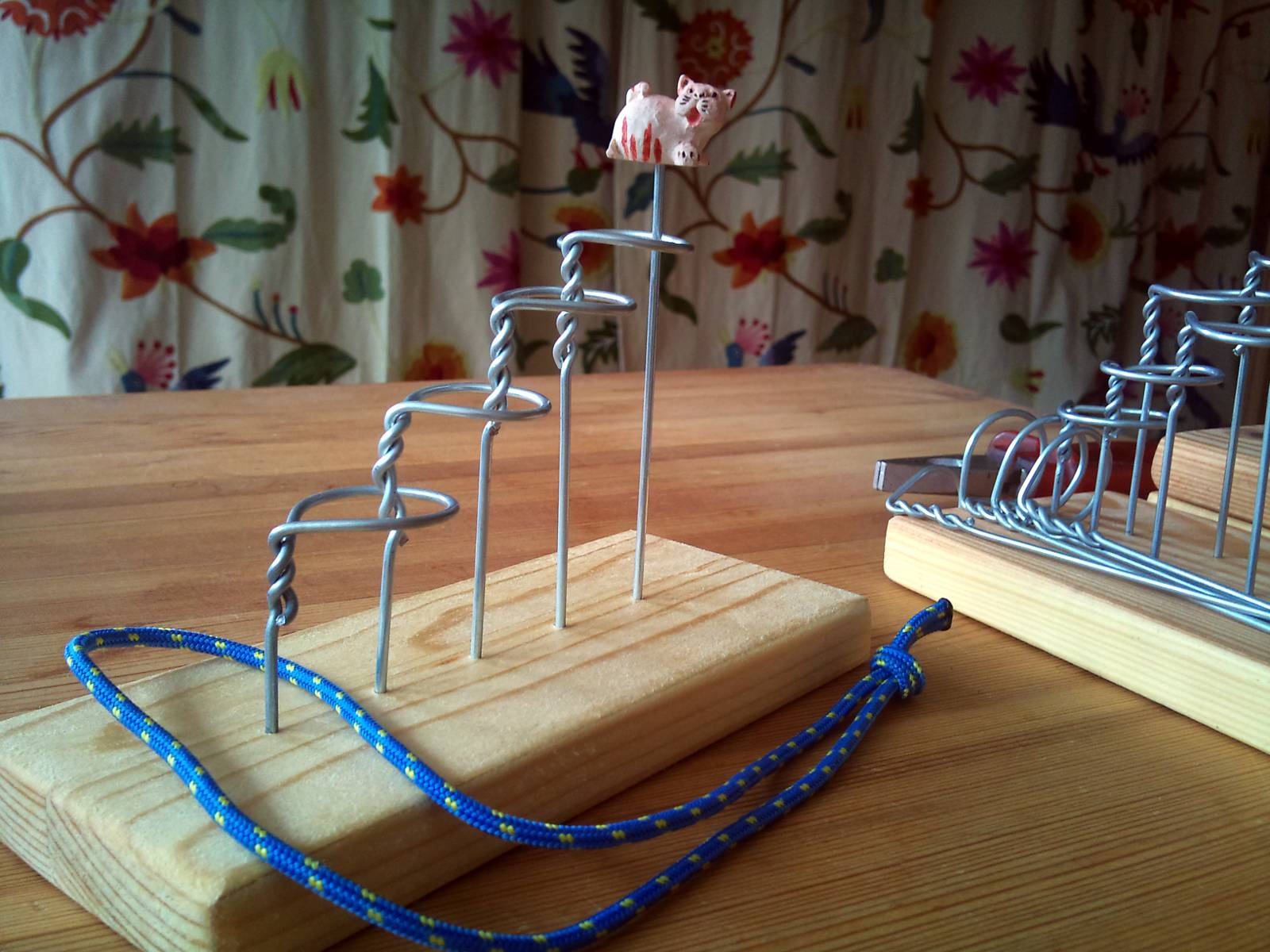

Меледа з 4 кілець на діаграмі

Меледа (нім. Baguenaudier, das magische Ringspiel) — старовинна  іграшка-головоломка, вигадана імовірно у  Китаї, складається із замкнутої дротяної «вилки», яка має вигляд довгої шпильки для волосся, увіткненої обома вільними кінцями у рукоятку, і дев'яти кілець, пов'язаних між собою досить складним чином. Завдання полягає у тому, щоб зняти всю систему кілець з вилки або надіти її назад. Меледу з 9 кілець можна спустити за п'ять хвилин, для 15 кілець потрібно вже 7½ годин і так далі, в сильно зростаючій прогресії. Звідси застаріле дієслово «меледитись» — займатися порожньою і забарною справою.
Меледою також називалася старовинна гра, яка полягає в перекладанні кілець з одного стрижня на інший (аналог  Ханойської вежі).